# Bataille de St. Johns Bluff
Guerre de Sécession
Batailles
Théâtre oriental
- Virginie-occidentale
- Manassas
  - 1re Bull Run
- 1re Virginie Septentrionale
- Burnside Expedition
- Péninsule
- Sept Jours
  - Gaines's Mill
  - Malvern Hill
- 1re Shenandoah valley
- 2de Virginie Septentrionale
  - 2de Bull Run
- Maryland
  - Antietam
- Fredericksburg
- Tidewater
- Chancellorsville
  - Chancellorsville
- Pennsylvanie
  - Gettysburg
- Bristoe
- Mine Run
- Campagne terrestre
  - Wilderness
  - Spotsylvania
  - Cold Harbor
- Bermuda Hundred
- 2de Shenandoah valley
  - Opequon
  - Cedar Creek
- Petersburg
- 1re Wilmington
- 2de Wilmington
- Appomattox
  - 3e Petersburg
  - Sayler's Creek
  - Appomattox C.H.

Théâtre occidental
- East Kentucky
- Shiloh
  - Fort Henry
  - Fort Donelson
  - Shiloh
- Kentucky
- Raid de Newburgh
  - Perryville
- Stones River
  - Murfreesboro
- Vicksburg
  - Champion Hill
  - Vicksburg
- Raid de Morgan
- Raid de Hines
- Tullahoma
- Chickamauga
- Chattanooga
- Knoxville
- Raid Forrest
- Atlanta
- Franklin-Nashville
- Savannah
- Carolines
  - Bentonville
- Raid de Wilson

Théâtre Trans-Mississippi
- Arizona confédéré
  - 1re Messilla
- Missouri
  - Wilson's Creek
- Territoire indien
- Trail of Blood on Ice
- Nouveau-Mexique
- Boston Mountains
- Pea Ridge
- 1re Texas
- Little Rock
- 2de Texas
- Camden
- Red River
- Raid de Price
- Palmito Ranch

Théâtre du bas littoral et approche du golfe
- Fort Sumter
- Blocus de l'Union
- 1re Bayou Teche
- Mississippi valley
  - Port Hudson
- Charleston
- 2de Bayou Teche
- Mobile Bay
- Mobile

La bataille de St. Johns Bluff s'est déroulée du 1er octobre 1862 au 3 octobre 1862, entre les forces de l'Union et de la Confédération dans le comté de Duval, en Floride, au cours de la guerre de Sécession. La bataille se termine en une victoire significative de l'Union, sécurisant leur contrôle de la région de Jacksonville.

## Histoire
Le fleuve St. Johns est important pour l'effort de l'Union dans la prise de la Floride. Si les fédéraux contrôlent le fleuve St. Johns alors ils pourront lancer des raids sur les positions confédérées à l'intérieur de la Floride et aussi utiliser le fleuve comme une barrière pour le contrôle de l'est. L'Union veut contrôler le nord de la Floride et l'utiliser comme un refuge pour les esclaves en fuite et utiliser sa position pour entamer la Reconstruction de la Floride. Les fédéraux occupent d'abord Jacksonville, en mars 1862. Les canonnières fédérales stationnées à Mayport Mills opèrent en amont et en aval du fleuve.
Au début de la guerre, afin d'arrêter le mouvement des bâtiments de la marine de l'Union an amont du fleuve St. Johns, le brigadier-général confédéré Joseph Finnegan met en place une batterie d'artillerie à St. Johns Bluff, sur le côté sud de la rivière, à 29 kilomètres (18 miles) en aval de Jacksonville, en Floride. Les victoires de l'Union à fort Donelson et fort Henry obligent les confédérés de Floride à partir dans le Tennessee pour renforcer l'armée confédérée. Avec peu de ressources, Finnegan réussit à fortifier St. Johns Bluff où les troupes confédérées emploient des esclaves pour construire des défenses. Cela fait partie d'une série d'ouvrages confédérés de défense qui sont construits à proximité de Fort Caroline et de Yellow Bluff Fort.
Le 11 septembre, les confédérés ouvrent le feu sur la canonnière de l'Union USS Uncas approchant de la falaise. L'USS Patroon rejoint l'USS Uncas et ouvre le feu sur la falaise, mais ne parvient pas à détruire la position confédérée. L'Union envoie plus de 800 soldats en Floride, à partir de la Caroline du Sud pour prendre la falaise s'attendant à un obstacle difficile. Les renforts de l'Union arrivent le 1er octobre à Mayport Mills. Le lendemain, les soldats de l'Union sous les ordres du brigadier-général J. M. Brannon approchent de la falaise par l'arrière. Le colonel confédéré Charles F. Hopkins est en proie à la panique en raison des renforts de l'Union approchant par l'arrière et des canonnières de l'Union tirant encore sur la falaise. Le capitaine Winston Stephens croit que la position confédérée peut repousser l'assaut fédéral. Cependant, Hopkins décide d'ordonner une retraite de la position confédérée les 2 et 3 octobre. Les fédéraux occupent la position confédérés et de la saisissent des canons. Deux jours plus tard, le 5 octobre, les fédéraux se déplacent à proximité sur Yellow Bluff Fort qui a été aussi évacué.

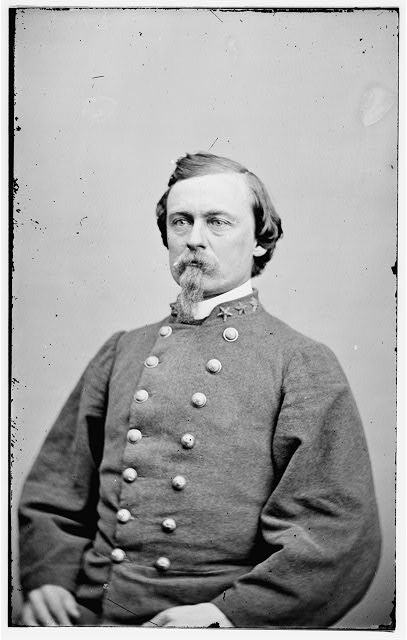
Brigadier-général Joseph Finnegan
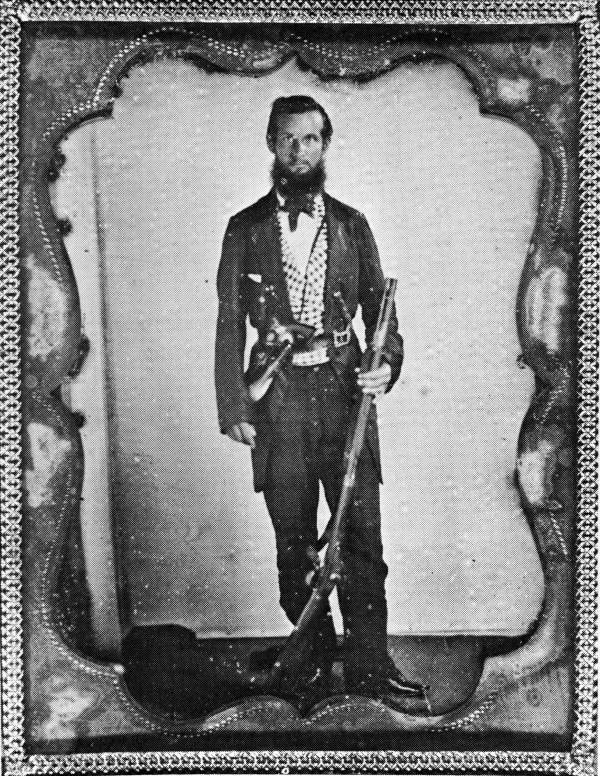
Capitaine confédéré Winston Stephens
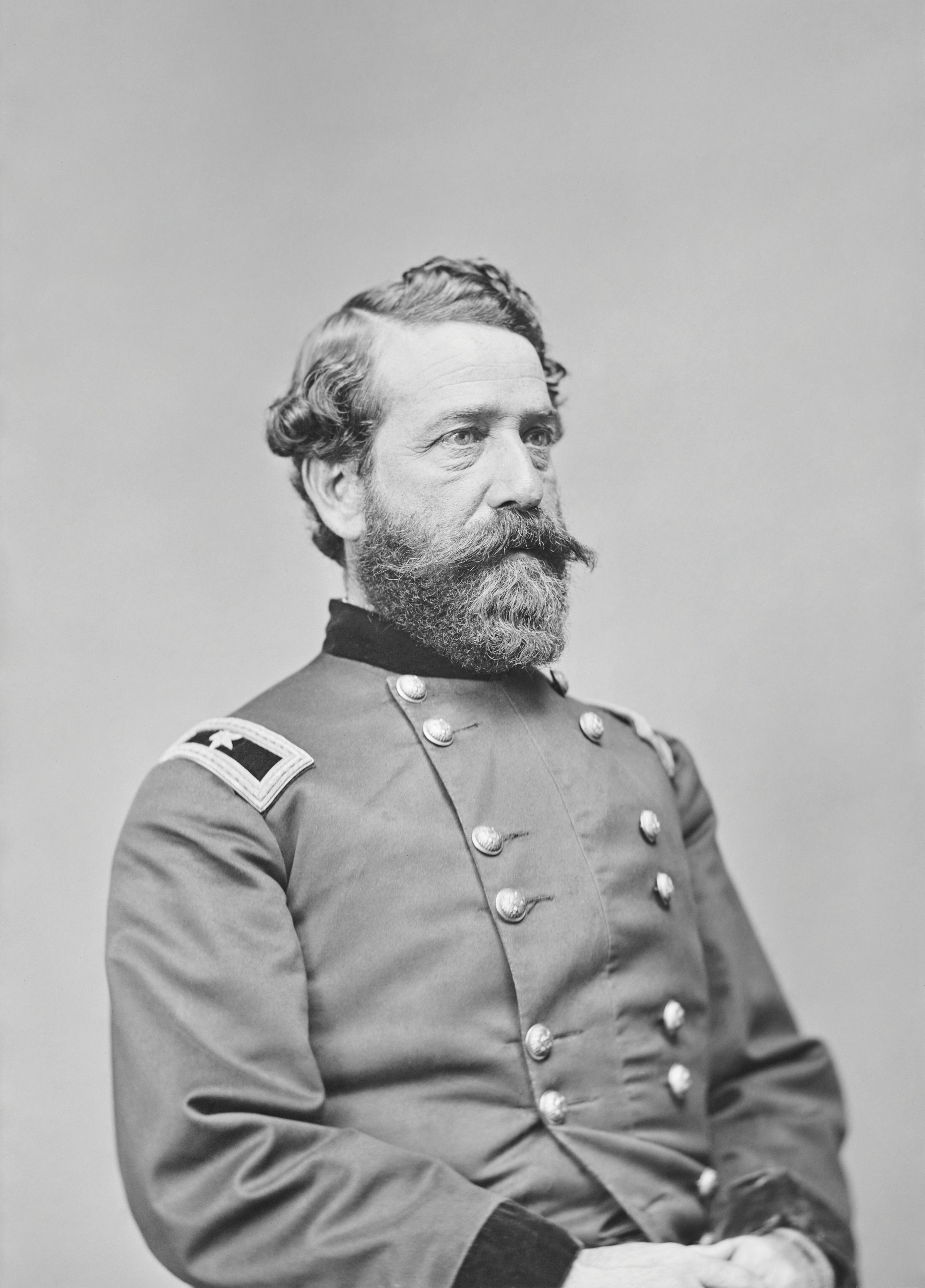
Brigadier-général John M. Brannan

## Conséquences
Jacksonville est réoccupée le 3 octobre, après la victoire de l'Union à St. Johns Bluff. Finnegan pense que la retraite de Hopkins de St. Johns Bluff est une « grosse bavure militaire », mais Hopkins a toujours défendu sa décision de retraite. La menace confédérée dans le nord de la Floride n'empêche plus les fédéraux de prendre le fleuve St. Johns et Jacksonville,.